# Ephedrus orientalis
Ephedrus orientalis är en stekelart som beskrevs av Petr Starý och Evert I. Schlinger 1967. Ephedrus orientalis ingår i släktet Ephedrus och familjen bracksteklar. Inga underarter finns listade i Catalogue of Life.